# 신동엽의 300
《신동엽의 300》은 2009년 10월 5일부터 2010년 6월 6일까지 SBS에서 방송된 시청자 참여 공개 퀴즈 프로그램이다.
한편, 이 프로그램은 월화 미니시리즈 천사의 유혹이 9시로 변경되어 첫 회(2009년 10월 5일)부터 월요일 오후 10시 10분에 방영되어 왔지만 SBS가 2010년 1월 초부터 월화극을 2편(9시에는 미니시리즈를 방송) 편성함에 따라  같은 달 10일부터 일요일 낮 12시 10분으로 옮겼는데 첫 회(2008년 6월 22일)부터 일요일 낮 12시 10분에 편성된 아이디어 하우머치가 그 해 10월 30일부터 목요일 오후 6시 30분으로 이동한 뒤 해당 프로그램을 통해 SBS의 일요일 낮 12시 10분 정규 프로그램이 부활됐다.
하지만,  초기 기획에서 벗어나지 못하여  5%대의 시청률로 부진의 늪을 면치 못해 시간대를 변경한 지 5개월 만에 부분개편으로 프로그램이 폐지됐다.

## 기획의도
상식 NO! 지식 NO! 신개념 퀴즈 프로그램이 나타났다.
대한민국 국민이라면 누구나 궁금해 할 앙케트 질문들을 국민대표 300명이 즉석에서 답하고,
도전자가 그 결과를 맞히는 형식의 퀴즈 쇼! 사회, 연애, 인생 전반에 걸쳐
현재 핫이슈로 떠오르고 있는 트랜디한 현장 설문을 통해 솔직하고 생동감 있는 국민들의 생각을 엿볼 수 있다.
동시에 도전자의 단계별 도전과정을 보여줌으로써 퀴즈의 흥미진진함 또한 맛볼 수 있는 것이 매력!

## 규칙
- 2명의 연예인이 출연하여, 300인의 마음을 읽는 2지선다 문제 5문제를 풀어서 두 개의 보기 중 300인이 더 많이 선택한 쪽이 정답이며, 여기서 많은 문제를 맞힌 연예인 1명에게 다음 라운드 진출권이 주어진다.
- 2라운드는 앙케이트 보기를 300인에게 제시한 후, 공감하면 각자 하나씩 갖고 있는 버튼을 누르게 한다. 그리고 연예인은 300인 중 몇 명이 공감 버튼을 눌렀는지를 맞히는데, 원판은 0~30, 30~60, ... , 270~300까지 30명 단위로 총 10구간으로 나뉘어 있으며, 해당 단계에서 허용하는 만큼 구간을 선택해야 한다. 1인은 첫 단계에서는 5칸을 선택할 수 있으며, 그 뒤로는 1칸 씩 선택할 수 있는 범위가 줄어든다. 도전자는 성공한 단계만큼의 상금을 가져갈 수 있다.
- 3라운드는 2라운드와 같은 식의 앙케이트 보기를 제시하고, 300인 중 공감한 사람의 숫자 중 백의 자리와 일의 자리만 공개하고, 십의 자리를 맞히는 형식으로 진행된다.

도전자는 도전 여부를 결정할 수 있는데, 성공하면 5000만원을 가져가며, 실패하면 현재까지 획득한 상금은 모두 무효가 된다.
| 단계 | 상금    |
| ---- | ------- |
| 1    | 10만원  |
| 2    | 50만원  |
| 3    | 100만원 |
| 4    | 300만원 |
| 5    | 500만원 |

## 방송 시간
| 방송 채널 | 방송 기간                          | 방송 시간                        | 비고 |
| SBS TV    |                                    |                                  |      |
| --------- | ---------------------------------- | -------------------------------- | ---- |
| SBS TV    | 2009년 10월 5일 ~ 2009년 12월 21일 | 월요일 밤 10시 10분 ~ 11시 10분  |      |
| SBS TV    | 2010년 1월 10일 ~ 2010년 6월 6일   | 일요일 오후 12시 10분 ~ 1시 10분 |      |

## 결방
- 2010년 2월 14일 - 2010 동계 올림픽 중계 편성[5]
- 2010년 2월 21일 - 2010 동계 올림픽 중계 편성[6]
- 2010년 2월 28일 - 9시 15분부터 2010 동계 올림픽 피겨 갈라쇼 편성[7]